# Debrze w Neplach nad Bugiem
Debrze w Neplach nad Bugiem – geostanowisko, obejmujące dwa współcześnie rozwijające się wąwozy rozcinające wysoki brzeg rzeki Bug. Większy z wąwozów osiąga około 100 m długości.

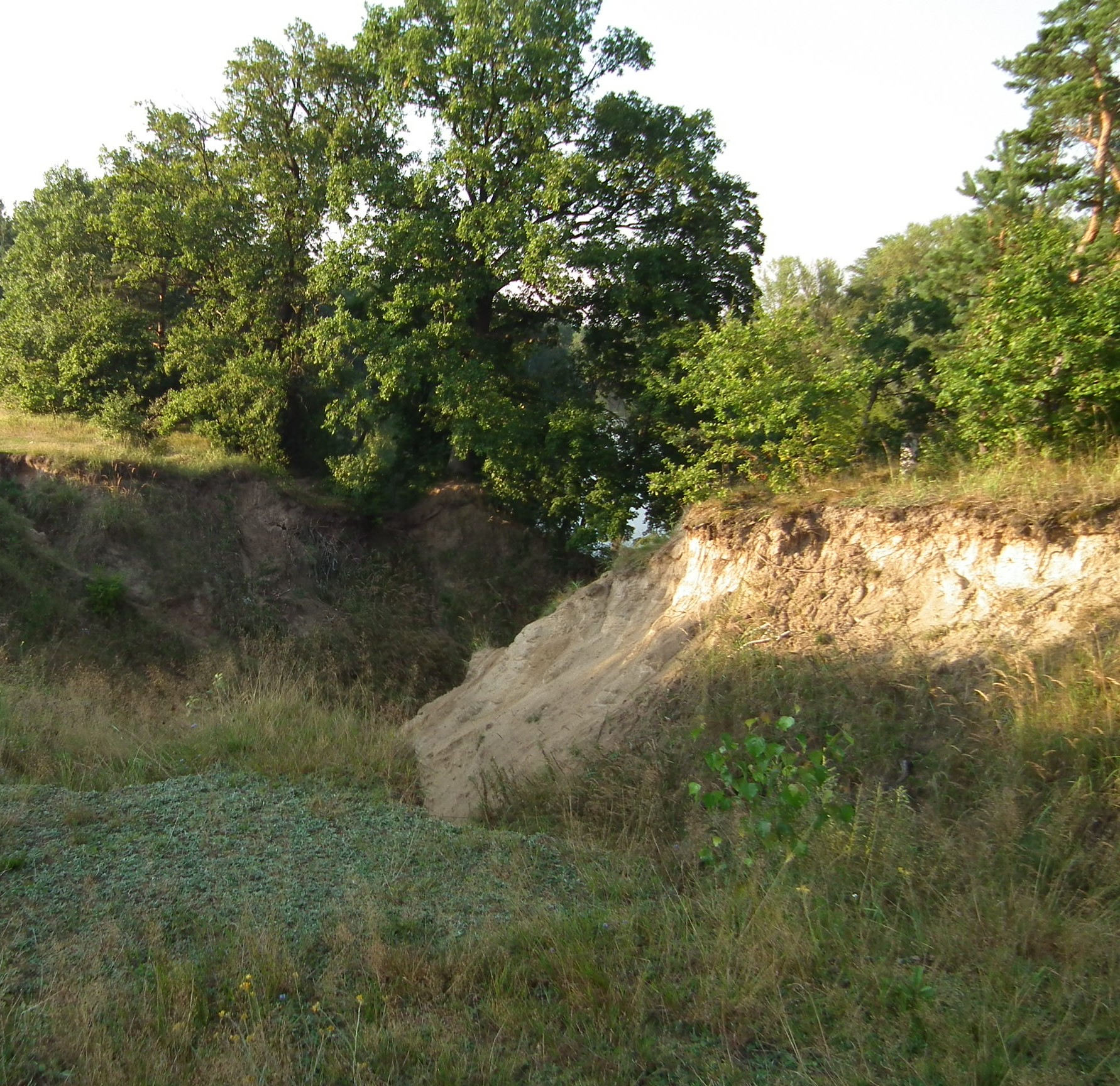
Wąwóz zachodni schodzący do Bugu

## Położenie
Geostanowisko położone jest w gminie Terespol, we wsi Neple. Wąwozy znajdują się na lewym brzegu rzeki Bug, wyznaczającej granicę z Białorusią. Według regionalizacji fizycznogeograficznej Polski leżą w obrębie makroregionu Nizina Południowopodlaska i mezoregionu Podlaski Przełom Bugu.

## Problem z nazewnictwem
Termin „debrza” przyjął się jako nazwa własna geostanowiska, jednak nie określa poprawnie cech opisywanych form. Debrza to wąskie rozcięcia erozyjne o przekroju V-kształtnym, tworzące się na stromych stokach, podczas gdy powierzchnia terenu w okolicach Nepli charakteryzuje się nieznacznym nachyleniem. Formy w Neplach lepiej zatem określać mianem wąwozu, gdyż według definicji wąwóz jest pozbawioną stałego odpływu doliną  o wąskim dnie i stromych zboczach, u góry zakończonych wyraźnym załomem wypukłym. Rozwijać się może w podłożu podatnym na erozję wodną, ale na tyle odpornym, aby utrzymywać mocno nachylone, a nawet pionowe ściany.

## Charakterystyka
Wąwozy zlokalizowane są bezpośrednio przy krawędzi doliny Bugu, wcinającej się w podłoże złożone z piasków i żwirów. Na tym odcinku doliny rzeka tworzy liczne meandry, a brzegi doliny są wysokie i strome. Lewy brzeg porozcinany jest przez liczne starsze wąwozy, równoległe do doliny, które razem z meandrami Bugu objęte zostały ochroną jako rezerwat przyrody Szwajcaria Podlaska. Dwa nowe wąwozy leżą na jego północnym krańcu. Od zachodu otoczone są przez pola uprawne.
Wąwóz po stronie zachodniej ma długość ponad 100 m. Jego dolny i krótszy odcinek przecina prostopadle wysoki brzeg Bugu, uchodząc bezpośrednio do jego doliny. Główny fragment wąwozu ma przebieg równoległy do krawędzi doliny i jest od niej oddalony jedynie o około 10-15 m. Na tym odcinku utworzyły się lewostronne odgałęzienia o długości od 5 do 20 m, mające przebieg prostopadły lub skośny do głównej formy. Głębokość wąwozu miejscami przekracza 10 m. Wąwóz wschodni jest znacznie mniejszy, ma przebieg równoległy do krawędzi doliny Bugu (z północnego zachodu na południowy wschód) i uchodzi do porośniętego lasem starszego wąwozu.

## Powstanie i rozwój

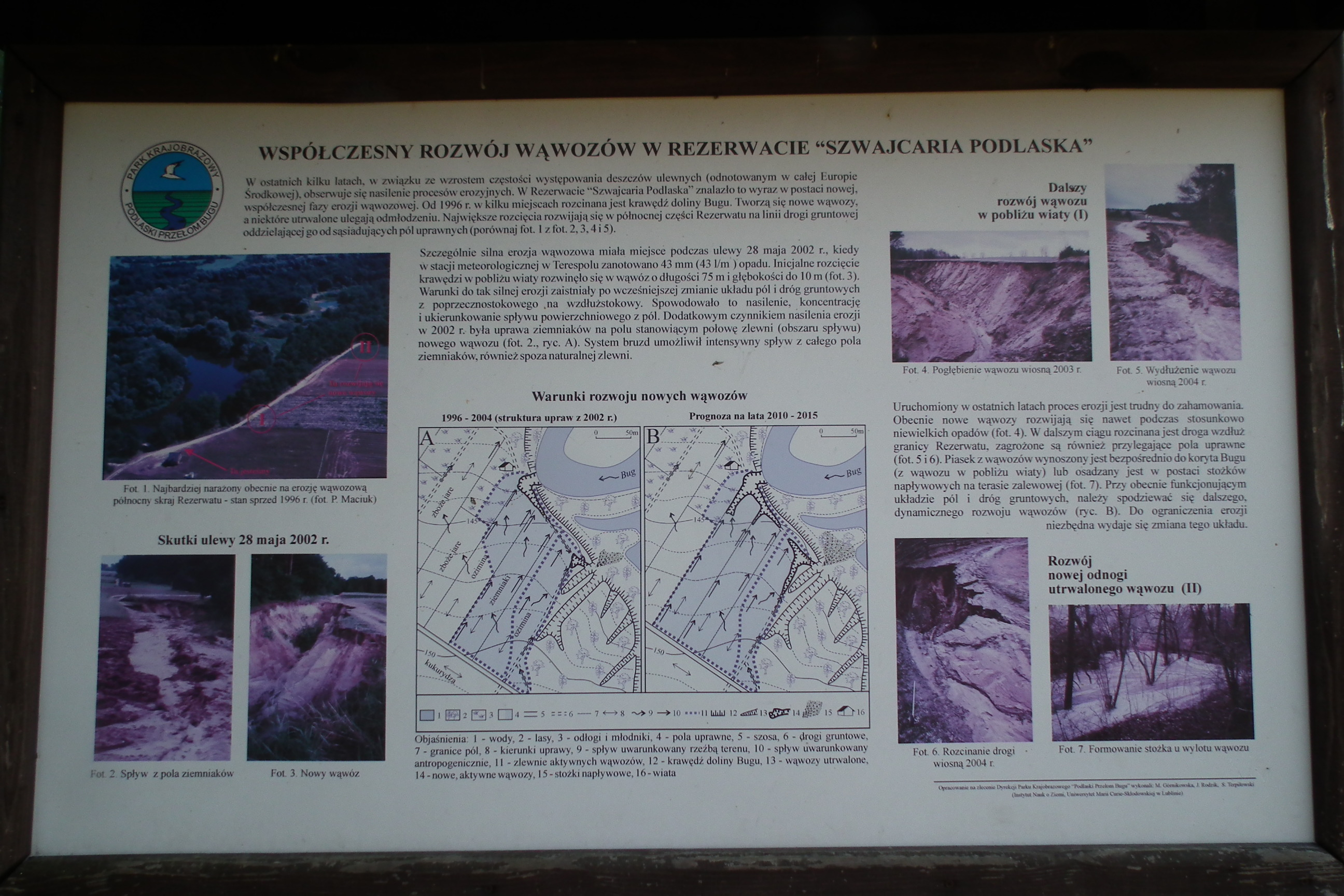
Tablica informacyjna na temat rozwoju młodych wąwozów

Do powstania współcześnie rozwijających się wąwozów przyczyniła się rolnicza działalność człowieka. Na początku lat 80. nastąpiła zmiana układu pól i dróg w najbliższej okolicy. Pola rozmieszczono równolegle do stoku, umożliwiając zintensyfikowany spływ wody wzdłuż bruzd i miedz. Nową drogę dojazdową do terenów uprawnych zlokalizowano blisko krawędzi doliny, równolegle do jej przebiegu. Powstanie głównego odcinka dużego wąwozu związane było właśnie z erozyjnym rozcięciem drogi podczas ulewy. Drogę kilkukrotnie przesuwano w kierunku zachodnim i za każdym razem rozcinana była ponownie, a w jej miejsce wkraczał stale rozszerzający się wąwóz. W latach 2001–2014 drogę przesunięto o około 25 m. Również przebieg bocznych odnóg został uwarunkowany działalnością człowieka, gdyż utworzyły się one na przedłużeniu miedz i bruzd.

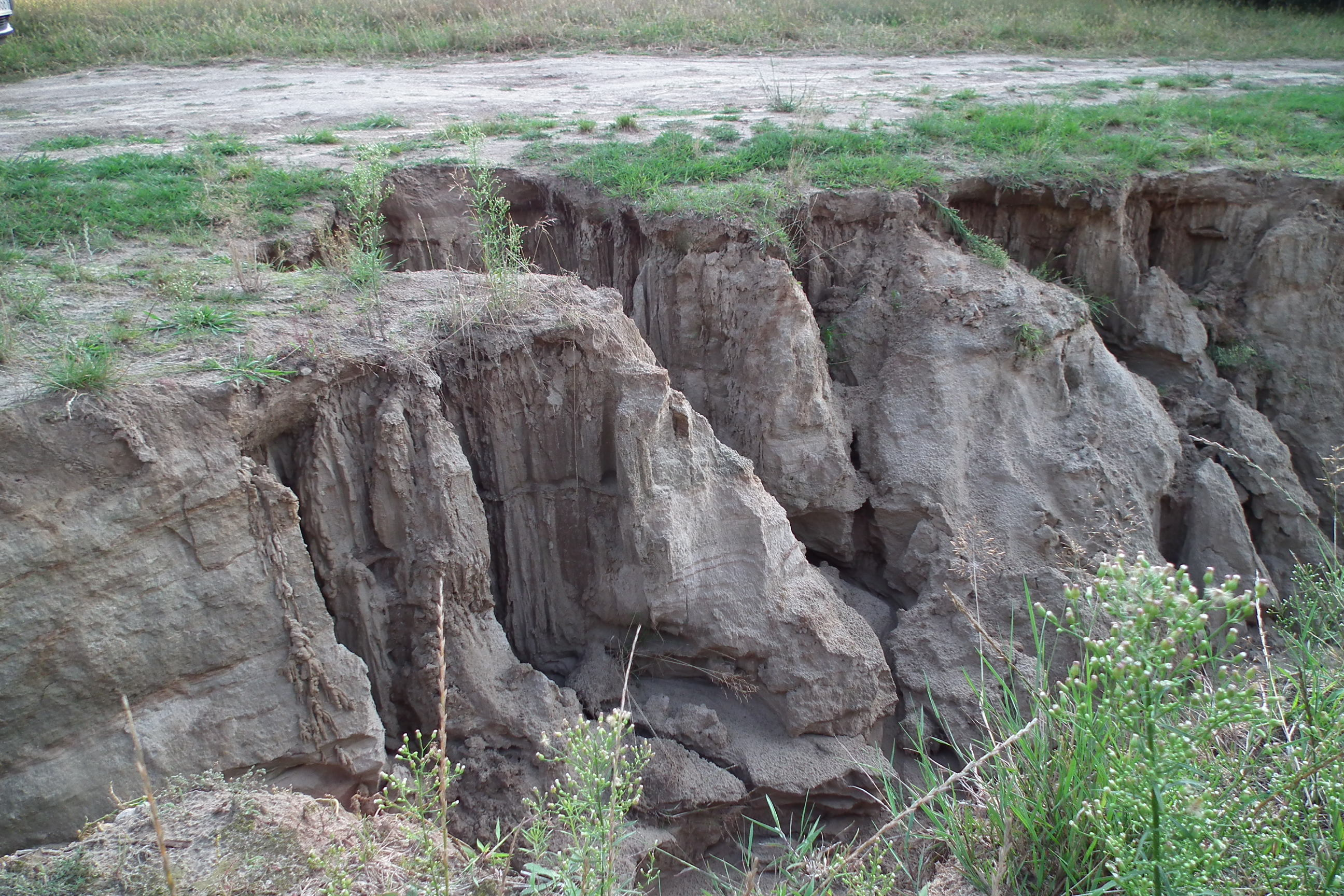
Erozyjne rozcinanie drogi na krawędzi wąwozu

Ewolucja głównego z wąwozów jest dokładnie monitorowana przez geomorfologów od 2001 r. w celu śledzenia tempa i kierunków jego rozwoju. Analiza materiałów kartograficznych wykazała, że inicjalne rozcięcie pojawiło się po roku 1995. Początkowo istniał jedynie krótki odcinek o szerokości 10 m i głębokości 5 m. Główna forma, o przebiegu równoległym do krawędzi doliny, powstała 28 maja 2002 r. podczas ulewnych opadów, osiągając 75 m długości. Dwa lata później była dłuższa o kolejne 20 m. Wtedy też powstały liczne odnogi boczne wąwozu. W kolejnych latach rozwój wąwozu uległ spowolnieniu, a intensywność procesów stokowych zmalała przez pokrycie stoków roślinnością niską. Liczne ulewy latem 2009 r. przyczyniły się do intensyfikacji spływu powierzchniowego, a co za tym idzie wydłużenia i poszerzenia bocznych odnóg wąwozu. Młode wąwozy ulegają od tego czasu stałym przekształceniom, szczególnie intensywnym po wystąpieniu wzmożonych opadów.

## Udostępnienie turystyczne
Wąwozy położone są w obrębie Parku Krajobrazowego Podlaski Przełom Bugu, rezerwatu przyrody Szwajcaria Podlaska i w obrębie ścieżki przyrodniczo-edukacyjnej o tej samej nazwie. W pobliżu przebiega także ścieżka rowerowa prowadząca wzdłuż Bugu. Z uwagi na wysoką wartość dydaktyczną, ponieważ można tu obserwować kolejne stadia rozwoju współczesnych form erozyjnych, w 2005 r. miejsce to zostało wpisane do Centralnego Rejestru Geostanowisk Polski Państwowego Instytutu Geologicznego.